# Paul Brinegar
Paul Alden Brinegar (Tucumcari, 19 december 1917 – Los Angeles, 27 maart 1995) was een Amerikaanse acteur. Hij werd bekend als de kok George Washington Wishbone in de westernserie Rawhide.

## Biografie
Brinegar studeerde toneel, literatuur en kunst aan het Pasadena Junior College. Hij maakte zijn speelfilmdebuut in 1946 in een kleine ondersteunende rol zonder vermelding te noemen in de western Abilene Town naast Randolph Scott, Edgar Buchanan en Lloyd Bridges. Een aantal andere ondergeschikte filmrollen volgden en hij verscheen halverwege de jaren 1950 in televisieseries. Hij speelde onder meer tussen 1955 en 1958 de terugkerende rol van Jim 'Dog' Kelly in de westernserie The Life and Legend of Wyatt Earp. Een van zijn eerste grote filmrollen was uiteindelijk verantwoordelijk voor het keerpunt in zijn carrière. In 1958 speelde hij in de western Cattle Empire naast Joel McCrea de rol van kok Tom Jefferson Jeffrey. Een jaar later diende hij als een sjabloon voor de vertolking van kok George Washington Wishbone in de succesvolle westernserie Rawhide met Eric Fleming en Clint Eastwood, die hij tussen 1959 en 1965 in 216 afleveringen portretteerde en waardoor hij bekendheid verwierf onder het Amerikaanse televisiepubliek. Na het einde van de serie verscheen hij van 1968 tot 1970 in de minder succesvolle westernserie Lancer als Jelly Hoskins. Hij verscheen ook naast Elvis Presley in zijn western Charro. In 1973 stond hij opnieuw voor de camera met Clint Eastwood in High Plains Drifter. Begin jaren 1980 speelde hij de rol van Lamar Pettybone in de misdaadserie Matt Houston. Zijn meest recente schermoptredens waren in 1994 naast Mel Gibson en Jodie Foster in Maverick en Wyatt Earp: Return to Tombstone, gebaseerd op de serie Wyatt Earp, waarin hij opnieuw gleed in de rol van Jim 'Dog' Kelly.

## Filmografie

### Film
- 1946: Abilene Town
- 1950: A Ticket to Tomahawk
- 1950: Young Man with a Horn
- 1952: Pat and Mike
- 1952: We're Not Married!
- 1954: A Star Is Born
- 1956: World Without End
- 1956: Ransom!
- 1957: The Spirit of St. Louis
- 1957: The Vampire
- 1969: Charro!
- 1973: High Plains Drifter
- 1983: The Creature Wasn't Nice
- 1991: Life Stinks
- 1994: Maverick
- 1994: Wyatt Earp

### Televisie
- 1954: The Lone Ranger
- 1955: Alfred Hitchcock Presents
- 1955–1958: The Life and Legend of Wyatt Earp
- 1956: Dragnet
- 1959: The Texan
- 1959–1965: Rawhide
- 1967: Bonanza
- 1968–1970: Lancer
- 1974: Cannon (aflevering: Duell in der Wüste)
- 1975: The Six Million Dollar Man
- 1976: Little House on the Prairie
- 1977: CHiPs
- 1977: The Life and Times of Grizzly Adams
- 1982–1983: Matt Houston
- 1985: Knight Rider
- 1993: The Adventures of Brisco County Jr.

- International Standard Name Identifier: 0000 0000 4861 1725
- Library of Congress Control Number: no2006126183
- SNAC: w6vn8cxt
- Virtual International Authority File: 26830240
- WorldCat: E39PBJxGYjMMWFvh4TtVxktR8C